# 响水白族彝族仡佬族乡
响水白族彝族仡佬族乡是中华人民共和国贵州省毕节市大方县下辖的一个民族乡。

## 行政区划
响水白族彝族仡佬族乡下辖以下村级行政区划单位：
响水社区、以拉村、前进村、古打村、官寨村、飞雄村、吊兰村、凉水村、粮丰村、新基村、青山村、岔河村、沙湾村、拉鲁村和火山村。